# 枫林路街道
枫林路街道是中国上海市徐汇区下辖的一个街道。面积2.66平方公里。户籍人口9.82万人（2019年）。

## 行政区划
枫林路街道下辖张家浜居委会、谨斜居委会、东安一村北居委会、东安一村南居委会、黄家宅居委会、西木北居委会、西木南居委会、沈家里居委会、振兴居委会、医清居委会、东安四村居委会、枫林新村居委会、平江居委会、庄家宅居委会、宛南新村第一居委会、宛南新村第二居委会、宛南三村居委会、宛南四村居委会、宛南五村居委会、宛南六村居委会、天钥新村第一居委会、天钥新村第二居委会、天钥新村第三居委会、天钥新村第四居委会、龙山新村第一居委会、龙山新村第二居委会、张东居委会、安康居委会、四季园居委会、汇园居委会、东安二村居委会、徐汇苑居委会、东安苑居委会。